# Musicoterapia
La musicoterapia è una modalità di approccio alla persona che utilizza la musica o il suono come strumento di comunicazione non verbale, per intervenire a livello educativo, riabilitativo o terapeutico, in una varietà di condizioni patologiche e parafisiologiche.

## Definizione
La World Federation of Music Therapy (Federazione Mondiale di Musicoterapia) ha dato nel 1996 la seguente definizione:
"La musicoterapia è l'uso della musica e/o degli elementi musicali (suono, ritmo, melodia e armonia) da parte di un musicoterapeuta qualificato, con un utente o un gruppo, in un processo atto a facilitare e favorire la comunicazione, la relazione, l'apprendimento, la motricità, l'espressione, l'organizzazione e altri rilevanti obiettivi terapeutici al fine di soddisfare le necessità fisiche, emozionali, mentali, sociali e cognitive. La musicoterapia mira a sviluppare le funzioni potenziali e/o residue dell'individuo in modo tale che questi possa meglio realizzare l'integrazione intra- e interpersonale e consequenzialmente possa migliorare la qualità della vita grazie a un processo preventivo, riabilitativo o terapeutico." La definizione è stata modificata a seguito dei lavori del 13º congresso mondiale tenutosi a Seul nel 2011 "La Musicoterapia è l'uso professionale della musica e dei suoi elementi come intervento in ambienti medici, educativi e sociali con individui, gruppi, famiglie o comunità che cercano di ottimizzare la loro qualità di vita e migliorare la salute e il benessere fisico, sociale, comunicativo, emotivo, intellettuale e spirituale. Ricerca, pratica, educazione e formazione clinica in musicoterapia sono basati su standard professionali in relazione ai contesti culturali, sociali e politici."
La WFMT nel 1999 (nel congresso mondiale di Washington) ha validato la documentata scientificità di cinque modelli clinici: 
1. Il modello BENENZON, che propone una concezione della musicoterapia come “disciplina che utilizza il suono e il movimento per provocare effetti regressivi ”. Questa premessa rivela che alla base della concezione della musicoterapia di Rolando Omar Benenzon (musicista e psicologo argentino) vi sono presupposti teorici di tipo psicoanalitico. Benenzon considera la musicoterapia una disciplina paramedica, che trova le sue basi scientifiche nell'ambito clinico e terapeutico.  Il suo metodo è incentrato sul concetto di ISO (Identità Sonora), il quale racchiude tutte le conoscenze, le competenze e le origini sonore che caratterizzano ogni singolo individuo, differenziandolo da tutti gli altri sin dalla nascita, per via delle diverse informazioni acquisite attraverso l'ascolto di melodie e suoni durante i mesi di gravidanza. Basandosi sulla teoria topografica di Freud, Benenzon distingue diverse tipologie di ISO e teorizza che nell'inconscio dell'essere umano sono presenti un insieme di energie che successivamente tendono a scaricarsi in ogni parte del cervello. Nella parte inconscia, secondo tale modello, le energie costituiscono due tipologie di ISO: universale e gestaltico. Di seguito, tutte le energie si diffondono nella parte preconscia andando a caratterizzarne delle altre: quella culturale, gruppale e complementare. Secondo Benenzon l'ISO si colloca principalmente nell'inconscio e si incrementa continuamente attraverso i vissuti, poiché ogni stimolo sonoro provoca delle sensazioni che ognuno di noi nel tempo va a depositare nel proprio bagaglio personale ossia l'inconscio stesso.[2] Il principio sostanziale del metodo (ISO) consiste nel rispecchiamento del paziente da parte dell’operatore e nella apertura di un canale di comunicazione di livello regressivo e di natura squisitamente sonora. Il musicoterapeuta dovrà sfruttare i canali di comunicazione aperti precedentemente, dovrà elaborare un’ipotesi sull’ISO del paziente e tentare una integrazione con la produzione sonora proposta dallo stesso.
2. La Musicoterapia creativa di Paul Nordoff e Clive Robbins, un musicista ed uno psicopedagogista inglesi, che hanno imposto un loro metodo rivolto a bambini affetti da disturbi lievi e gravi di apprendimento (inclusa la sindrome di Down), a pazienti affetti da autismo, a pazienti affetti da disabilità psico-fisiche, a pazienti affetti da disturbi dell’udito. Questo metodo, di marcata matrice educativo-pedagogica, prevede una seduta di gruppo in cui si imparano diversi ritmi per aiutare i movimenti del corpo e la coordinazione. La musica “suonata”è collocata al centro dell’esperienza e le risposte musicali costituiscono il materiale principale per l’analisi e per l’interpretazione.
3. La Musicoterapia Analiticamente Orientata, che consiste in uno sviluppo di quella che inizialmente era chiamata "Musicoterapia Analitica". Il modello, elaborato dalla violinista Mary Priestley negli anni '70, pone le proprie basi nella psicoterapia analitica di stampo junghiano. Il metodo è da lei definito come segue: “Musicoterapia analitica è il nome che è prevalso dall'uso simbolico, orientato analiticamente, di musica improvvisata dal musicoterapeuta e dal paziente”. È utilizzata come mezzo creativo per esplorare la vita interiore del paziente in modo da disporre di una via verso la crescita ed una maggiore auto-conoscenza.
4. La BMT detta anche Musicoterapia Comportamentale, teorizzata da Clifford Madsen, si è sviluppata particolarmente negli USA ed ancora costituisce negli Stati Uniti il modello principale di intervento musicoterapico. È un metodo che predilige l’uso della musica come rinforzo contingente o come stimolo per aumentare o modificare comportamenti adattivi o eliminare comportamenti distorti. Il Musicoterapeuta Comportamentista utilizza tecniche di sensibilizzazione, desensibilizzazione, condizionamento, rilassamento.
5. Il metodo GIM, che è stato elaborato da Helen Bonny agli inizi degli anni settanta. Esso utilizza la potenzialità della musica come evocatrice d’immagini e come strumento di esplorazione all'interno della coscienza. Bonny ritiene che la musica possegga la capacità di entrare a fondo nella coscienza per modificare la condizione fisica, emozionale, intellettuale e spirituale. I trattamenti consistono in un'esplorazione di sé centrata sulla musica ed utilizza specifici programmi musicali per stimolare e sostenere l’apertura dinamica di esperienze interiori, offrendo alle persone la possibilità di integrarle.

Oltre ai cinque modelli validati dalla World Federation of Music Therapy, nel corso degli anni ne sono stati sviluppati degli altri che, seppur non siano stati riconosciuti da questa associazione, hanno acquisito un'elevata importanza in ambito musico terapeutico come ad esempio: il modello di Juliette Alvin.
1. Juliette Alvin, violoncellista diplomata al conservatorio di Parigi, che negli anni '50-'60 decise di abbandonare la propria professione per dedicarsi a numerosi studi e ricerche riguardanti la sofferenza fisica e psichica dei bambini ricoverati negli ospedali della Gran Bretagna, diventando così una pioniera della musicoterapia. Il modello terapeutico di Juliette Alvin è stato teorizzato sulla base di attente osservazioni comportamentali dei pazienti, con l'utilizzo di un metodo misto poiché basato sull'impiego di tecniche di tipo attivo e recettivo, applicabili soprattutto ai bambini con handicap e alle volte anche ad adulti con difficoltà, per i quali la musica diviene uno degli elementi fondamentali per riuscire a migliorare le proprie condizioni di vita. Questo modello attribuisce alla musica un potere catartico, cioè purificativo, capace di far diminuire la tensione corporea e rilassare il sistema nervoso, portando benefici notevoli nei pazienti. Inoltre, la terapia produce numerosi effetti benefici nello sviluppo dell'individuo, agendo: sulla sfera emotiva, garantendogli un'immediata condizione di gratificazione rispetto al suo stato attuale; sull'intelletto, andando a rafforzare la memoria, l'attenzione e incrementando il controllo della propria personalità; nella sfera sociale, andando a migliorare l'interazione e la comunicazione con altri individui e con il gruppo.
La Alvin, concentrandosi maggiormente su soggetti con ritardo mentale, osserva come la musica interviene attivamente su di essi, riuscendo a stimolare nella persona processi di apprendimento, di memorizzazione, di movimento corporeo e soprattutto relazionali. Questo tipo di approccio è orientato verso applicazioni con il singolo ma anche con il gruppo, nella quale si va ad utilizzare una tecnica che prevede tre fasi centrali. Relazione sé/oggetto: fase in cui il paziente sceglie gli strumenti a lui grati nella massima libertà, utilizzandoli a proprio piacimento. Questo approccio tende a sviluppare la consapevolezza senso-motoria, la percezione e la sensibilità musicale.
Relazione sé/terapeuta: fase nella quale il paziente cerca di instaurare una relazione con il terapeuta attraverso produzioni sonore e al dialogo d'improvvisazione musicale.
Relazione sé/altri: in quest'ultima fase, avviene l'apertura da un'esperienza individuale a una di gruppo, nella quale le precedenti esperienze vengono utilizzate come modello per andare a crearne delle altre. Si predilige l'utilizzo dell'improvvisazione libera, del canto, dell'ascolto e del movimento. Tramite l'elaborazione di questo modello, Juliette Alvin va definire la musicoterapia come "l'uso controllato della musica nel trattamento, nella riabilitazione, nell'educazione e nella preparazione di bambini ed adulti che soffrono di disturbi fisici, mentali o emotivi", constatando che la musica e gli strumenti musicali riescono a facilitare il processo terapeutico, che porterà a manifestare pensieri, sentimenti ed emozioni negative del paziente, e a facilitare il transfert con il terapeuta.

## Principi
I principi base della pratica musicoterapeutica sono:
1. il paziente è parte attiva della terapia;
2. la centralità del rapporto di fiducia e l'accettazione incondizionata rispetto al paziente;
3. l'adattamento e la personalizzazione della tecnica volta per volta;
4. scambio reciproco di proposte tra paziente e musicoterapeuta;
5. stabilimento di un legame tra il musicoterapeuta e il paziente grazie al suono;
6. stimolazione allo sviluppo della resilienza.

Il musicoterapeuta è quindi un mezzo attraverso il quale un paziente si apre e "tira fuori" le proprie emozioni.
La musica dà alla persona malata la possibilità di esprimere e percepire le proprie emozioni, di mostrare o comunicare i propri sentimenti o stati d'animo attraverso il linguaggio non-verbale.
Tipico è il caso degli individui affetti da autismo, cioè individui che sono in una condizione patologica, per cui tendono a rinchiudersi in sé stessi rifiutando ogni comunicazione con l'esterno. La musica dunque permette al mondo esterno di entrare in comunicazione con il malato, favorendo l'inizio di un processo di apertura.
Il tecnico di musicoterapia deve prestare attenzione a non sovrapporsi con il suo operato ad altre figure professionali, al fine di evitare conflittualità operative nell'équipe; in particolare il tecnico di musicoterapia non possiede gli elementi formativi per interpretare la comunicazione sonora sotto il profilo psicoterapico, ma essenzialmente sotto il profilo cognitivo-parametrico.
Per quanto riguarda l'aspetto riabilitativo il tecnico di musicoterapia può operare all'interno di una équipe nella quale siano presenti le figure sanitarie responsabili.

## Storia
L'uso della musica a scopi terapeutici è documentato in numerose civiltà dal mondo antico ad oggi, prevalentemente all'interno di un modello di pensiero magico-religioso o sciamanico.
Il concetto di musicoterapia come disciplina scientifica si sviluppa solo all'inizio del secolo XVIII: il primo trattato di musicoterapia risale alla prima metà del Settecento a cura di un medico musicista londinese, Richard Brocklesby. I primi esperimenti di musicoterapia in Italia furono attuati nel Morotrofio di Aversa a partire dal 1843 da parte di Biagio Gioacchino Miraglia.
A metà degli anni '1970, gli americani Joseph Puleo e Leonard Horowitz, studiando vari testi religiosi, in primis la Bibbia, scoprirono 6 frequenze musicali, o frequenze di solfeggio: 396 Hz, 417 Hz, 528 Hz, 639 Hz. Hz, 741 Hz e 852 Hz. Ascoltare musica con queste frequenze, secondo numerosi studi, può migliorare lo stato psicologico di una persona. Inoltre, come notato dai ricercatori, gli strumenti musicali del mondo antico erano accordati principalmente sulla frequenza di 432 Hz, che, secondo dati recenti, non è inclusa nell'elenco delle principali frequenze del solfeggio, ma ha un effetto calmante effetto.

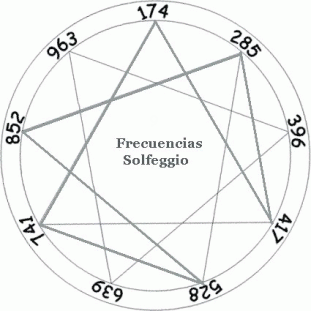
Schema di Solfeggio frequencies

Una figura professionale di tipo Sanitario o sociosanitario è gestita dal Ministero della Salute ed una professione sanitaria non può essere riconosciuta da un corso privato o pubblico, nemmeno da un corso universitario, essendo sottoposta alle regole costituzionali ed ai codici penale e civile.
Attualmente la richiesta di alcune associazioni di utilizzazione della legge 4 del 2013 non è evadibile in quanto quella legge esclude categoricamente ogni ambito clinico.
Se relativamente alla professione lo Stato Italiano non si è ancora espresso, qualche cosa si muove invece dal punto di vista della formazione. Con il Decreto Ministeriale 8 ottobre 2008 n.629 è stata autorizzata l'attivazione di un corso accademico sperimentale di primo livello presso il Conservatorio di Pescara e successivamente, con il Decreto Ministeriale 23 novembre 2005 prot. n. 484/2005 il MIUR ha dato il via libera per la sperimentazione di un Diploma Biennale di Specializzazione in “Musicoterapia” presso due Conservatori: il Conservatorio di Verona ed il Conservatorio dell'Aquila. Successivamente, per un breve periodo, sono stati attivati anche presso i Conservatori di Matera e di Cuneo.
Con D.M. 3 nov 2011 n. 164 è stato autorizzato il "Biennio sperimentale di specializzazione in Musicoterapia" (Diploma accademico di II livello) presso il Conservatorio di Musica "Girolamo Frescobaldi" a Ferrara. Lo studio ed il tirocinio al Biennio sono svolti con particolare riferimento alla Musicoterapia applicata alla Neuroriabilitazione. Le lezioni si svolgono presso il Dipartimento di Neuroscienze/Riabilitazione - Settore Medicina Riabilitativa “San Giorgio” di Ferrara.
Con l'art. 236 comma 3-bis L. 77 del 17/7/2020 anche i Diplomi Biennali di Specializzazione in Musicoterapia rilasciati dai Conservatori di Verona, L'Aquila, Cuneo e Matera, acquisiscono lo stesso valore del titolo di studi rilasciato dal Conservatorio di Ferrara. La Legge appena citata sancisce infatti che "I titoli ottenuti al termine dei corsi biennali sperimentali per il conseguimento del Diploma di Specializzazione in Musicoterapia, attivati dalle Istituzioni di cui all'art.2 della legge 21/12/1999 n. 508 e autorizzati dal Ministero dell'Università e della Ricerca sono equipollenti, anche ai fini concorsuali, ai Diplomi accademici di II livello rilasciati dalle Istituzioni di Alta Formazione Artistica, Musicale e Coreutica".

## Modelli
Poiché sostanzialmente la musicoterapia è una modalità di approccio alla persona, si configureranno ambiti diversi di applicazione della metodica a seconda che l'utente sia singolo o gruppo, paziente o discente. Un'ulteriore moltiplicazione dei modelli musicoterapici si avrà poi in relazione alle finalità che si vogliono perseguire. Nella attuale fase di ricerca nella disciplina emergente si può parlare di musicoterapie più che di musicoterapia.
Storicamente possiamo distinguere la musicoterapia attiva (suonare) da quella recettiva (ascoltare), ma è una discrezione limitata, poiché lo stesso metodo può cambiare a seconda dell'applicativo.
Si può invece evidenziare una più precisa differenza tra le Scuole in base al core d'intervento che può essere psicoanalitico, psicosomatico, somatico.
1. Scuole a impianto somatico
In questi casi l'utente è un singolo e si tratta di un paziente.
Il fine è terapeutico.
2. Scuole d'impianto psicosomatico
L'utenza è costituita da singoli o gruppi. Spesso, ma non solo, bambini, anziani e disabili mentali.
Il fine è sviluppare o mantenere le capacità cognitive, espressive e di apprendimento, orientamento e coordinamento motorio.
3. Scuole a impronta psicoanalitica
L'utenza è costituita da singoli o gruppi.
Il fine è sviluppare gli aspetti sociali della persona.
4. Musicoterapia umanistica.

## Campi di applicazione
La musicoterapia può essere utilizzata a vari livelli, quali l'insegnamento, la riabilitazione o la terapia.
Per quanto riguarda la terapia e la riabilitazione, gli ambiti di intervento riguardano preminentemente la neurologia e la psichiatria:
- autismo[13] infantile
- ritardo mentale
- disabilità motorie
- morbo di Alzheimer[14] e altre demenze[15]
- psicosi
- disturbi dell'umore
- depressione[16]
- disturbi somatoformi (in particolare sindromi da dolore cronico)
- disturbi del comportamento alimentare (anoressia nervosa)
- malattia di Parkinson[17]

In ogni caso, gli interventi di tipo clinico rimangono di esclusiva competenza degli esercenti le professioni sanitarie.
Lo studio della musica in medicina è un campo sempre più in via di sviluppo che in passato è stato largamente indirizzato all'utilizzo della musica come terapia complementare. 
Sempre più interesse si è concentrato sulla comprensione dei meccanismi fisiologici che sottostanno agli effetti della musica e sulla capacità di essa nel modulare le risposte metaboliche. La ricerca ha stabilito un ruolo della musica nella regolazione dell'asse ipotalamo-ipofisario, del sistema nervoso autonomo, del sistema immunitario, che hanno, a loro volta, un ruolo chiave nella regolazione del metabolismo e del bilancio energetico. Scoperte più recenti hanno dimostrato un ruolo della musica nel recupero metabolico dallo stress, nella motilità gastrica ed intestinale, nella modulazione dei sintomi gastrointestinali legati al cancro, e nell'aumento del metabolismo lipidico e della clearance dell'acido lattico durante l'esercizio e il recupero dopo lo sforzo.

### La musica come strumento compensativo per i DSA
I DSA (Disturbi Specifici dell'Apprendimento) fanno parte dell'ampia area dei Disturbi Evolutivi e possono manifestarsi nel corso della crescita del bambino e interessare lo sviluppo cognitivo o l'acquisizione delle abilità di linguaggio e/o di apprendimento. Facendo riferimento alla legge 170/2010, "Gli studenti con diagnosi di DSA hanno diritto a fruire di appositi provvedimenti dispensativi e compensativi di flessibilità didattica nel corso dei cicli di istruzione e formazione e negli studi universitari". Tra gli strumenti compensativi utilizzati a scuola si fa riferimento anche alla musica, che viene presa in considerazione nell'elaborazione dei percorsi individualizzati e personalizzati per gli allievi con DSA nella relazione del loro PDP (Piano Didattico Personalizzato). L'ipotesi di intervenire su diverse abilità attraverso la musica è attendibile in quanto l'attività musicale utilizza le stesse funzioni e le stesse aree cerebrali che vengono utilizzate per altri compiti non musicali, tra cui linguaggio e lettura. Il potenziale compensativo e di sviluppo di questo strumento è dato dal fatto che favorisce l'adattamento e la creazione di percorsi alternativi e autonomi di apprendimento e stimola il potenziamento dei processi integrativi, sostitutivi e correttivi, inoltre la musica è in grado di stimolare diverse aree cognitive andando a coinvolgere sia il sistema cognitivo e motorio, sia il sistema delle emozioni. Molteplici ricerche hanno dimostrato anche che l'attività musicale in età scolare può potenziare diverse abilità tra cui la memoria di lavoro, la concentrazione e la capacità di astrazione verbale ed è stato dimostrato che esiste un rapporto tra abilità musicali e abilità fonologiche ed infatti i musicisti sono risultati essere in vantaggio per quanto riguarda le abilità fonologiche rispetto ai non-musicisti. Gli studi che si sono interessati della relazione tra abilità di lettura e abilità musicale, hanno dimostrato che l'esperienza musicale incrementa aspetti sia dell'elaborazione uditiva che del linguaggio e delle abilità di lettura (Anvari ''et al.'' 2002; Overy ''et al. 2003).''